# Boris Buden
Boris Buden (ur. 1958 w Garešnicy, Chorwacja) – chorwacko-austriacki filozof.

## Życie
Boris Buden ukończył w Zagrzebiu filozofię i uzyskał tytuł doktora na Uniwersytecie Humboldtów w Berlinie w zakresie kulturoznawstwa. W 1984 rozpoczął pracę jako dziennikarz, tłumacz i publicysta. W 1990 przeprowadził się do Wiednia i otrzymał austriackie obywatelstwo. Od 2003 mieszka w Berlinie. W latach 90. pracował jako dziennikarz i redaktor w niezależnym czasopiśmie Arkazin w Zagrzebiu. Obecnie publikuje i wykłada w języku niemieckim i angielskim filozofię, kulturoznawstwo, krytykę społeczną i sztukę współczesną. Brał udział w 11 Documenta w Nowym Delhi (platforma 2, „Truth and Reconciliation“) i w Kassel. Buden jest współpracownikiem EIPCP (Europejski Instytut dla Progresywnej Polityki Kulturalnej) w Wiedniu.

## Dzieła
Tłumaczenia:
- Sigmund Freud, Buducnost jedne iluzije, Zagrzeb: Naprijed, 1986 (Metapsychologiczne pisma, Przyszłość jednej iluzji, itd.)
- Sigmund Freud, Pronadjena psihoanaliza, Zagrzeb: Naprijed, 1987 (Dora, mały Hans, Schreber, itd.)
- Alfred Lorenzer, Intimnost i socijalna patnja, Zagrzeb: Naprijed, 1989 (Intymność i społeczny cierpienie)
- Laplanche-Pontalis, Rjecnik psihoanalize, Zagreb: August Cesarec, 1992, (Słownictwo psychoanalizy), razem z Radą Zdjelarem.
- Krótkie teksty od: Th. W. Adorno, J.F. Lyotard, R. Funk, H. Dahmer, A. Mitscherlich, S. Bernfeld, P. Parin, S. Zweig, itd.

Książki:
- Barykada I, II, Zagrzeb: Arkazin 1996/1997
- Kaptolski Kolodvor, Beograd: Vesela nauka, 2001,
- Szyb Babela: Czy kultura jest przetłumaczalna?, Berlin: Kadmos, 2004, (serbsko-chorwacki: Vavilonska jama. O (ne)prevodivosti kulture, Beograd: Fabrika knjiga, 2007),
- Przyrzeczenie jednego pojęcia, Wiedeń: Turia + Kant, 2008, (razem ze Stefanem Nowotnym)
- Boris Buden: Strefa przejścia : o końcu postkomunizmu. Michał Sutowski (tłum.). Warszawa: Wydawnictwo Krytyki Politycznej, 2012, s. 188. ISBN 978-83-62467-41-9.

## Krytyka
- Dejan Jović. Uspješna investicija komunizma: uz tekst Borisa Budena, „Još o komunističkim krvolocim”. „Zarez”, s. 16–17, Zagrzeb 2003-07-17. ISSN 1331-7970. [zarchiwizowane z adresu 2018-08-26]. (serb.-chorw.).
- Snježana Kordić. Reagiranje na tekst Borisa Budena povodom Deklaracije o zajedničkom jeziku. „Slobodni Filozofski”, Zagrzeb 2018-01-10. [zarchiwizowane z adresu 2018-08-26]. (serb.-chorw.).brak numeru strony
- Snježana Kordić. Kratke noge laži (odgovor Borisu Budenu). „Slobodni Filozofski”, Zagrzeb 2018-08-24. [zarchiwizowane z adresu 2018-08-26]. (serb.-chorw.).brak numeru strony